# 笠原美香
笠原 美香（かさはら みか、1991年4月19日 - ）は、日本のアイドル、女優、ファッションモデルである。東京都出身。office48、フレイヴエンターテインメントを経て、現在フリー。既婚者で子供も居る。愛車はMTの軽トラック。

## 略歴
- 2005年10月、『AKB48 オープニングメンバーオーディション』にて不合格[3]。第2期選考でも不合格[1]。
- 2006年の『ミスセブンティーン』のファイナリストに残った実績がある[4]。
- 2009年5月、第7期『裏YMグランドチャンピオン大会』でグランプリを獲得。
- 2012年、講談社主催の『ミスiD2013』オーディションにエントリーし、ファイナリスト20名まで残るも、受賞はならなかった[5]。
- 2013年1月、office48よりフレイヴエンターテインメントへ移籍。
- 2015年、『カンニングのDAI安吉日!』（BSフジ）にて「ミュラ子」として活動を始める[6]。
- 2016年からA『おはようコールABC』（朝日放送テレビ）のリポーターや、BS/CS放送『ゲーム★マニアックス』（アニマックス）のマックスガールズを務める。
- 2017年、鈴鹿サーキット公式WEBコンテンツ『エフスク～教えてオグタン（小倉茂徳）』のナビゲーターを務める。
- 2018年、セブ島に語学留学した後、F1関連で繋がったイベントやその他トークライブなどに多数参加。
- 2019年から、『全日本スーパーフォーミュラ選手権』のオフィシャルステージMCや、eモータースポーツ大会のイベントMCなども務める。
- 2020年、昨年から始めたミニクーパーのレースをはじめ、他のレース車をドライブするなど、レースドライバーとしても活動。

## 人物
- 前述のAKB48のオープニングメンバーオーディションに受験した経験はあるが、当時の所属事務所であったoffice48の女性タレントの中で唯一、AKB48またはSDN48に所属経験がなかった。
- 1歳下の弟と8歳下の妹がいる[7]。
- 趣味はバレーボールで、特技はパントマイムである。
- ネイリストとタレントを兼業している。
- 美容系の資格を中心に多数の資格を取得している[注 1]。
- 犬を飼っている。
- 全日本スーパーフォーミュラやF1日本グランプリでもミュラ子のピンクの衣装で登場し、様々なドライバーに積極的に絡んでいっているため、モータースポーツファンの間でも一目置かれている。また、プライベートでもモータースポーツ観戦を趣味にしている[8]。元々ミュラ子はDAI安ファミリーの石浦宏明を応援するための企画であったが、ミュラ子のデビュー年に石浦は初優勝を挙げるとともに、元F1ドライバーの中嶋一貴や小林可夢偉を打ち破ってチャンピオンに輝いた。そのため、石浦からは縁起の良い存在だと思われている。
- YouTubeチャンネル「みかっちゃんだよ全員集合」で、アーミーメン・ストライク:反撃やグランドサマナーズなどのゲーム配信をするなど、自他も認めるゲームマニアである。
- 最新のYouTubeチャンネル「みかっちゃんねる」では、グランツーリスモSPORTのライブ配信や、レーシングドライバーの大嶋和也選手が配信するチャンネルにゲストMCの出演をするなど、オンライン上での活動も活発になる。その他女子向けのコスメやヘアメイクなどのコンテンツや、旬ネタのレポートをYouTubeやInstagramなどで配信するなど、自身の取得した資格と体当たりのリポートを強みに、多ジャンルのコンテンツを配信している。

## 出演

### 映画
- 天然華汁さやか（2009年） - 蒼木そら 役
- はい!もしもし、大塚薬局ですが（2010年） - 25年前の大塚真名美 役
- ひとりかくれんぼ 新劇場版（2010年7月31日） - 三塚裕子 役
- 明日やること ゴミ出し 愛想笑い 恋愛。（2010年8月1日） - 本人 役
- オードリー（2012年） - 主演・大森優子 役

### 舞台
- 読モの掟!（2014年5月28日 - 6月1日、新宿村LIVE） - ゆりあ 役

### テレビドラマ
- 仮面ライダーW（2010年、テレビ朝日） - 照井春子 役
- 土曜ワイド劇場 ヤメ検の女5（2014年、朝日放送） - ウエイトレス 役

### バラエティ
- ウエンズデー J-POP（2008年2月13日、衛星第2） - リポーター
- アイドル☆リーグ!（2009年7月5日 - 2014年3月14日、日テレプラス）
- アリケン（2010年7月3日、テレビ東京） - アリケンCafeコーナー・ゲスト
- 音龍門（2010年7月 - 8月、日本テレビ）
- ワケありバンジー（2010年、u局） - バンジーエンジェル
- SOFTくりぃむ（2011年11月29日、EX）
- ウドちゃんカナちゃん お悩み相談本舗（2012年6月9日、TOKYO MX）
- カンニングのDAI安吉日!（2013年 - 2018年3月25日、BSフジ） - リポーター
- おはようコールABC（2016年 - 2020年 、ABCテレビ） - リポーター

### CM
- はるやま商事 フレッシュマン「バラ色のスタート」篇（2007年2月 - 4月）
- オーディオテクニカ 「青春群像」篇（2007年3月 - 5月）
- サーティワンアイスクリーム 「毎日いろんな人と」編（2011年5月1日 - 5日）
- 高田引越センター 「ひきTRYお嬢様」篇（2012年3月 - ）

### PV
- ALiBi「キラ☆メキ未来」（2010年）
- Korry「ドラマ」（2010年）

### ラジオ
- 小山田将のシネマサプリ（2013年4月 - 、レインボータウンエフエム放送）
- KIBA BREEZE !!!（2019年 - 、レインボータウンエフエム放送）

### スチル
- 日本ジャーナリスト専門学校（2007年4月）
- 河合塾
  - 「春期」篇（2009年2月 - 4月）
  - 広告ポスター（2010年4月 - 9月）

### 雑誌
- 別冊マーガレット別マ☆ガールズ（2008年1月 - 12月、集英社）
- 週刊ヤングマガジン（2009年5月18日・8月31日、講談社）
- BOMB（2010年6月9日・10月9日、学研）
- 月刊ファミ通WAVE（2010年12月、エンターブレイン）
- 読売KODOMO新聞（2012年4月27日、読売新聞）
- ネイルMAX（2013年2月、インフォレスト）
- SEDA（2013年2月・4月・5月、日之出出版）
- ネイルMAX（2013年6月、インフォレスト）
- モータースポーツ紙「AUTOSPORT」特集記事（2017年 - ）

### DVD
- ファーストDVD「食べごろみかん。〜もぎたて直送!〜」（2010年6月25日）

### イベント
- Push★1（2009年1月31日、品川プリンスホテルステラボール）
- Club333 Night View（2011年6月18日、Tokyo Tower） - DJ
- 日本テレビチャリティイベント「24時間テレビ　愛は地球を救う34」（2011年8月20日・21日、日産スタジアム）
- TOYOTA Gazoo Racing Festival（2015年、富士スピードウェイ）
- e-sportsのゲーム大会「RAGE」（2016年、サンシャインシティ・ベルサール秋葉原）
- F1チーム「Force Indiaの(半公式?)」（2017年日本グランプリ (4輪)） - サポーター
- 全日本スーパーフォーミュラ選手権（2019年 - ） - オフィシャルMC
- 三和トレーディング主催「Super Battle Of MINI」（2019年 - ） - 専属ドライバー